# سماش ماوث
سماش ماوث (بالإنجليزية: Smash Mouth) هي فرقة روك أمريكية من سان خوسيه، كاليفورنيا. تشكلت الفرقة في عام 1994 وكانت تتألف في الأصل من ستيف هارويل (المغني الرئيسي)، وكيفن كولمان (الطبال)، وجريج كامب (عازف الجيتار)، وبول دي ليسل (بيس). مع رحيل هارويل في عام 2021، أصبح دي ليسل هو العضو الأصلي الوحيد المتبقي في الفرقة. الفرقة معروفة بأغانيهم "المشي على الشمس" (1997)، "كل النجوم" (1999)، و"ثم يأتي الصباح" (1999)، بالإضافة إلى غلاف لأغنية فرقة المونكيز "أنا مؤمن" (2001).
إعتمدت الفرقة أنماطًا قديمة لعدة عقود من الموسيقى الشائعة. وقد قاموا أيضًا بإعادة أداء العديد من الأغاني المشهورة لفنانين أخرون مثل اغنية "لماذا لا نستطيع أن نكون أصدقاء" لفرقة وور، وأغنية الفنان البريطاني ريك استلي "لن أتخلى عنك أبدا"، واغنية فرقة البيتلز "أتحسن" ، وأغنية فرقة كوين "تحت الضغط". كما قاموا بتأليف أغنيتين لفيلم الرسوم المتحركة "بورو، مغامرة السباقات" بعنوان "بجانب نفسي" و "كل شيء مجرد جنون".

## النمط الموسيقي
في وقت سابق من حياتهم المهنية، كانت فرقة سماش ماوث جزءاً من إسلوب سكا بانك. بعد نجاح أغنيتهم المنفردة "المشي على الشمس"، بدأت الفرقة في تضمين المزيد من مكونات البوب المخدر والأنماط الرجعية الأخرى من عقد الستينيات في مؤلفاتها. في النهاية أشتهرت الفرقة وعُرفت كـ فرقة موسيقى البوب روك، وباور البوب وكذلك الروك البديلة، على الرغم من احتفاظهم ببعض عناصر من إسلوب سكا.